# René Tuekær
René Kristian Tuekær Albrechtsen (født 28. oktober 1961) er en dansk politiker, der var borgmester i Fakse Kommune 1994-1997 og 2002-2006, samt borgmester i storkommunen Faxe 2007-2009.
Tuekær er uddannet folkeskolelærer og har tidligere været kulturudvalgsformand i kommunen.
Han blev borgmester i 1993, da han seks dage efter at være valgt for Socialdemokratiet, forlod partiet. I stedet indgik han en konstituering med Venstre og Konservative.